# Бакинская теннисная академия
Бакинская теннисная академия (азерб. Bakı tennis akademiyası) — теннисная академия в столице Азербайджана — городе Баку. Расположена в 8-м микрорайоне города, на улице Ибрагима Дадашева, функционирует с 2009 года. Строительство академии продолжалось чуть больше года, открытие, на котором с речью выступил президент Азербайджана Ильхам Алиев, состоялось 5 мая 2009 года.
30 июня 2011 года состоялось открытие центрального корта академии, в котором вновь приняли участие президент Азербайджана Ильхам Алиев и его супруга Мехрибан Алиева. Это сооружение площадью 5,5 тыс. квадратных метров начали возводить ещё в феврале 2010 года.
В академии есть все условия для проведения не только теннисных соревнований, но и волейбольных, гандбольных и мини-футбольных состязаний, а также для организации концертов. В подтрибунных помещениях также есть бассейн и тренажёрный зал.